# محوطه شاگه
محوطه شاگه مربوط به دوره عیلامیان - دوره اشکانیان است و در شهرستان قصر شیرین، بخش مرکزی، دهستان فتح‌آباد، حاشیه جنوب رود الوند، ۵۰۰ متری جنوب غربی روستای سید احمد واقع شده و این اثر در تاریخ ۲۲ اسفند ۱۳۸۵ با شمارهٔ ثبت ۱۸۱۲۲ به‌عنوان یکی از آثار ملی ایران به ثبت رسیده است.